# Édouard Brisson

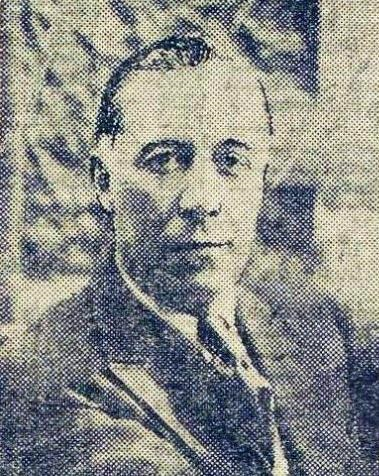
Édouard Brisson 1929

Édouard Henri Brisson (* 18. November 1882 in Buenos Aires; † 17. September 1948 ebenda) war ein französischer Autorennfahrer der auch die argentinische Staatsbürgerschaft besaß.

## Karriere
Édouard Brisson gehörte zu den besten Fahrern bei den 24-Stunden-Rennen von Le Mans der 1920er- und 1930er-Jahre, konnte das Rennen aber nie gewinnen. Sein Debüt gab er 1924 als Werksfahrer von Lorraine-Dietrich und konnte das Rennen gleich als Zweiter der Gesamtwertung beenden. Auch in den beiden folgenden Jahren kam er unter die ersten Drei der Gesamtwertung. 1925 wurde er hinter seinen Teamkollegen Gérard de Courcelles und André Rossignol sowie einem Werks-Sunbeam Dritter. Dieses Ergebnis konnte er 1926 wiederholen.
Brisson wollte sich eigentlich schon vom Rennsport zurückziehen, als er 1928 von Charles Weymann überredet wurde, dessen Stutz-Rennwagen in Le Mans zu fahren. Beim Rennen im selben Jahr musste er sich gemeinsam mit Robert Bloch nur um wenige Kilometer dem Bentley von Woolf Barnato und Bernard Rubin geschlagen geben.
Brisson bestritt bis 1932 Sportwagen für Stutz und zog sich dann vom Rennsport zurück.

## Statistik

### Le-Mans-Ergebnisse
| Jahr | Team                           | Fahrzeug                | Teamkollege     | Platzierung            | Ausfallgrund     |
| ---- | ------------------------------ | ----------------------- | --------------- | ---------------------- | ---------------- |
| 1924 | Lorraine-Dietrich et Cie       | Lorraine-Dietrich Sport | Henri Stoffel   | Rang 2 und Klassensieg |                  |
| 1925 | Lorraine-Dietrich et Cie       | Lorraine-Dietrich Sport | Henri Stalter   | Rang 3                 |                  |
| 1926 | Lorraine-Dietrich et Cie       | Lorraine-Dietrich Sport | Henri Stalter   | Rang 3                 |                  |
| 1928 | Société de Carrosserie Weymann | Stutz DV16 Black Hawk   | Robert Bloch    | Rang 2                 |                  |
| 1929 | Société de Carrosserie Weymann | Stutz Model M Blackhawk | Louis Chiron    | Ausfall                | Kupplungsschaden |
| 1930 | Édouard Brisson                | Stutz Model M Blackhawk | Louis Rigal     | Ausfall                | Wagenbrand       |
| 1931 | Édouard Brisson                | Stutz Model M Blackhawk | Joseph Cattaneo | Ausfall                | Motorschaden     |
| 1932 | Édouard Brisson                | Stutz Model M Blackhawk | Joseph Cattaneo | Ausfall                | Unfall           |